# Merops variegatus
El abejaruco pechiazul (Merops variegatus) es una especie de ave coraciforme de la familia Meropidae que vive en África.

## Distribución
Se distribuye principalmente por África Central y las regiones montañosas del este de África. Se puede encontrar en los siguientes países: Angola, Burundi, Camerún, República Centroafricana, República del Congo, República Democrática del Congo, Guinea Ecuatorial, Eritrea, Etiopía, Gabón, Kenia, Nigeria, Ruanda, Sudán, Tanzania, Uganda y Zambia.